# 세 남자와 아기 바구니
《세 남자와 아기 바구니》(Three Men And A Cradle, Trois Hommes Et Un Couffin)는 프랑스에서 제작된 콜린 세로 감독의 1985년 코미디 영화이다. 앙드레 뒤솔리에 등이 주연으로 출연하였다.

## 출연

### 주연
- 앙드레 뒤솔리에
- 미셸 부제나
- 롤랑 지로

### 조연
- 아닉 앨런
- 도미니크 라배넌트
- 필립핀 르로이-뷔리우
- Marthe Villalonga